# زواج النعيم والجحيم

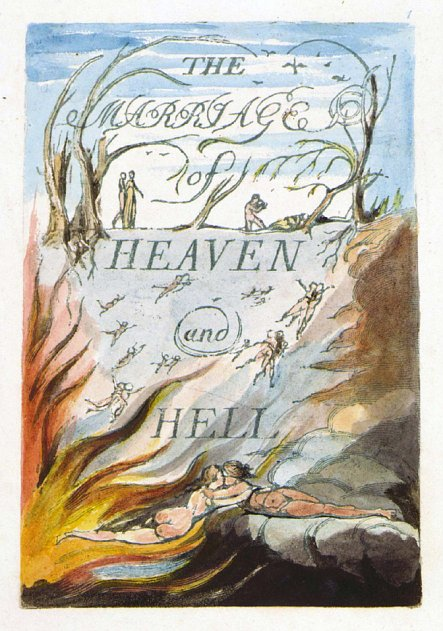
صفحة الغلاف من الكتاب نسخة د ، محفوظة لدى مكتبة الكونغرس

زواج الجنة والجحيم هو كتاب الشاعر الإنجليزي مصمم المطبوعات  وليام بليك. وهو سلسلة من النصوص المكتوبة في تقليد  نبوءة الكتاب المقدس ولكنها تعبر عن معتقدات بليك  الرومانسية جدًا والثورية. مثل كتبه الأخرى، نشرت كأوراق المطبوعة من مخطوط لوحات تحتوي على النثر والشعر الرسوم التوضيحية. حيث لونها  بليك وزوجته كاثرين بعد ذلك.
أُلِّفَ العمل بين 1790 و 1793 في فترة الهياج الراديكالية والصراع السياسي مباشرة بعد الثورة الفرنسية. العنوان هو السخرية الإشارة إلى عمل  إيمانويل سفيدنبوري اللاهوتي  السماء والجحيم ، الذي نشر باللغة اللاتينية قبل 33 عاما. استشهد بليك بشكل صريح بسفيدنبوري، وانتقده في عدة أماكن في الكتاب. على الرغم من تأثر بليك بمفاهيم سفيدنبوري الصوفية والكونية، إلا أن قيود سفيدنبوري الأخلاقية التقليدية  و رؤيته  المانوية تجاه الخير والشر قادت بليك للتعبيرعمدًا عن رؤية  مستقطبة وموحدة للكون حيث العالم المادي والرغبة الجسدية يشكلان جزءين متساويين من النظام الإلهي؛ ومن ثم زواج الجنة والجحيم. الكتاب نثري، باستثناء الافتتاحية «الجدال» و «أغنية الحرية». يصف الكتاب زيارة الشاعر إلى الجحيم، وهو السرد المعتمد من قبل بليك من دانتي في  الكوميديا الإلهية وميلتون في الفردوس المفقود.

## أمثال من الجحيم

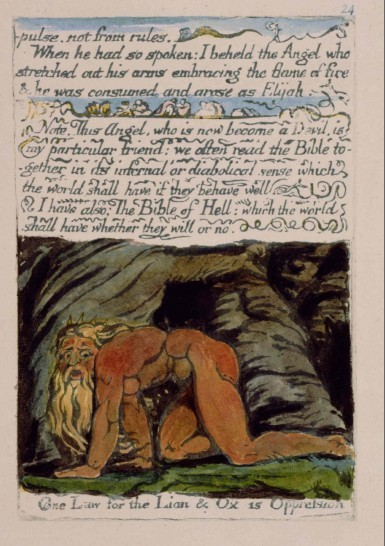
لوحة من زواج الجنة والجحيم

خلافا لمفهايم ميلتون أو دانتي عن الجحيم، يبدأ مفهوم بلايك بأنه ليس مكانا للعقاب، ولكن كمصدر مطلق لطاقة ديونيسوسية  إلى حد ما، على عكس التصور  الاستبدادي و المنظم للجنة. بليك يهدف إلى إنشاء ما أسماه «ذكرى لا تنسى» من أجل الكشف عن الطبيعة القمعية للأخلاقية التقليدية و المؤسسة الدينية، والتي وصفها بالتالي:
"رسم الشعراء القدام كل شيء ملموس مع الآلهة أو العباقرة، مطلقين عليهم أسماء كي يزينوهم بكل ما يملكون من الغابات والأنهار والجبال والبحيرات والمدن والأمم وكل ما استطاعت حواسهم المتوسعة والعديدة أن تتصور.
ودرسوا بشكل خاص عبقرية كل مدينة وبلد ووضعها تحت العقلية المعبود؛
حتى تشكلت نظام استغله البعض واستعبد العامة من خلال محاولة استخلاص أو تجريد العقلية الآلهة من الكائنات: وهكذا بدأ الكهنوت;
لاختيار أشكال العبادة من الحكايات الشعرية.
ليقولوا بعد مرور الزمن أن الآلهة قد أمروا بمثل هذه الأمور.
وهكذا نسي الرجال أن جميع الآلهة موجودون في الثدي البشري."
يكشف بلايك في الجزء الأكثر شهرة من الكتاب،  عن الأمثال من الجحيم. حيث تعرض نوعًا مختلفًا جدًا من الحكمة من الكتاب المقدس كتاب الأمثال.الأمثال الشيطانية استفزازية ومتناقضة. يكمن الغرض منها في تنشيط الفكر. وقد أصبح العديد من أمثال بليك مشهورة:
«طريق الشطط يؤدي إلى قَصْر الحكمة».
«نمور الغضب أكثر حكمة من خيول التعليمات».
يفسر بليك ذلك،
"بغيرالتناقضات ينعدم التطور.
فالجذب والتنافر،
المنطق والقدرة، الحب والكراهية كلها ضروريات للوجود البشري.
من هذه النقائض ينبثق ما يدعوه الدينيون بالخير والشر.
الخيرهو السلبي الذي يطيع المنطق. الشر هو الفاعل النابع
من القدرة. الخير هو الجنة. الشر هو الجحيم".

## التفسير
لم تكن نظرية بليك في النقائض اعتقادًا في الأضداد بل اعتقاد أن كل شخص يظهر تعارضًا مع طبيعة الإله، وأن التقدم في الحياة مستحيل من دون النقائض. وعلاوة على ذلك، يستكشف الطبيعة المتناقضة بين المنطق والقدرة، معتبرا وجود نوعين من الناس: «المبدعون الحيويون» و «المنظمون العقلانيون»، أو كما كان يطلق عليها في زواج الجنة والجحيم ،  «الشياطون» و «الملائكة». وكلاهما ضروري في الحياة وفقا لبليك.
تم تفسير نص بليك بعدة طرق. حيث مثل بالتأكيد جزءا من الثقافة الثورية في تلك الفترة. تقترح الإشارات إلى دار الطباعة  إلى طابعات سرية راديكالية تنتج كتيبات ثورية في ذلك الوقت. حيث كان يشار للمطبوعات بشكل هزلي  باسم «الطابعة الشيطان ‏» حيث ادينت المنشورات الثورية على المنابر باعتبارها عمل شيطاني.

## تأثيره
يعد كتاب زواج الجنة والجحيم على الأرجح أكثر أعمال بلايك أثرًا.فقد فتنت رؤيته للعلاقة الديناميكية بين اسقرار «النعيم» وحيوية «الجحيم»   اللاهوتيين، فلاسفة الجمال و علماء النفس. أخذ  ألدوس هكسلي اسم واحدة من أعماله الأكثر شهرة، أبواب الإدراك ‏ من هذا العمل، والذي أثر بدوره على اسم فرقة الروك الأمريكية الأبواب. كتب معاصر هكسلي   سي. إس. لويس كتابه  الطلاق الكبير عن الطلاق بين الجنة والنار ردا على زواج بليك بينهما.
وفقا لميشال سوريا ‏، رمى الكاتب جورج باتاي صفحات من كتاب بليك إلى نعش صديقته وحبيبته  كوليت بيجون ‏ عند وفاتها في عام 1938.
توجد إشارة من زواج الجنة والجحيم، تصور هيكل أرسطو العظمي، في قصيدة   والاس ستيفنز «أقل وأقل إنسانية، أيتها الروح الوحشية».
ضمن  بنجامين بريتن العديد من' أمثال الجحيم' في عام 1965 دورة الأغاني ‏ «أغاني وأمثال وليام بليك ‏».
تمت الإشارة إلى العمل في كثير من الأحيان في جوانب من الثقافة الشائعة، ولا سيما في «الثقافة المعاكسة» من السبعينيات. أصدرت فرقة ميتال أفانت جارد  أولفر ألبوم كان بمثابة قاعدة موسيقية لهذا الكتاب بعنوان المواضيع من كتاب وليام بليك زواج الجنة والجحيم ‏. كما اقتبست فرقة بلاك ميتال الأمريكية يهوذا الاسخريوطي على نطاق واسع أجزاء من «زواج الجنة والجحيم» في أغنية «أجزاء من الخلود أكبرمن أعين البشر» (والتي أُخذ اسمها نفسه من اقتباس من عمل بليك). كما يُشاهد «طريق الشطط يؤدي إلى قصر الحكمة» مطبوعًا في أحد مشاهد فيلم  ديفيد كروننبرغ لعام  1975 الرعشات.